# STZ-3
STZ-3拖拉机，苏联称之为АСХТЗ-НАТИ，中国自1948年开始作为农机大量引进称之为“纳齐拖拉机”，“纳齐”是俄语НАТИ的音译，即全苏汽车拖拉机研究院的缩写。

## 历史
1933年开始，位于莫斯科的全苏汽车拖拉机研究院研制了一种新型履带式农用拖拉机，这种拖拉机将在哈尔科夫拖拉机厂和斯大林格勒拖拉机厂投入生产。1937年開始製造，一直生產至1952年。1942年8月24日阿尔泰拖拉机厂投产，开始生产该型拖拉机。其中有4000台是由紅軍訂購，擔任中型牽引車的任務，是二戰中蘇軍中、重型火炮的標準拖拉機。而戰爭爆發後更有數以萬計的民用同型機被軍隊徵用，包括蘇軍以及入侵的德軍。由於配備大型空氣過濾器及寛履帶，使本機非常適合在俄羅斯的環境下使用。换型产品为1944年12月投产的德特54型拖拉机，改用4125型柴油发动机，额定转速增加到1300转/分钟，配置汽油启动机，增加了一个前进挡（5+1），改后桥制动为独立制动，加了刹车踏板，解决了下坡停车困难，大小锥齿轮由直尺齿改为零度螺旋齿，改为铁质驾驶室加装了玻璃。纳齐拖拉机于1952年停产。1955年德特54型拖拉机引入中国，仿制为东方红-54履带拖拉机，累计生产50多万台。

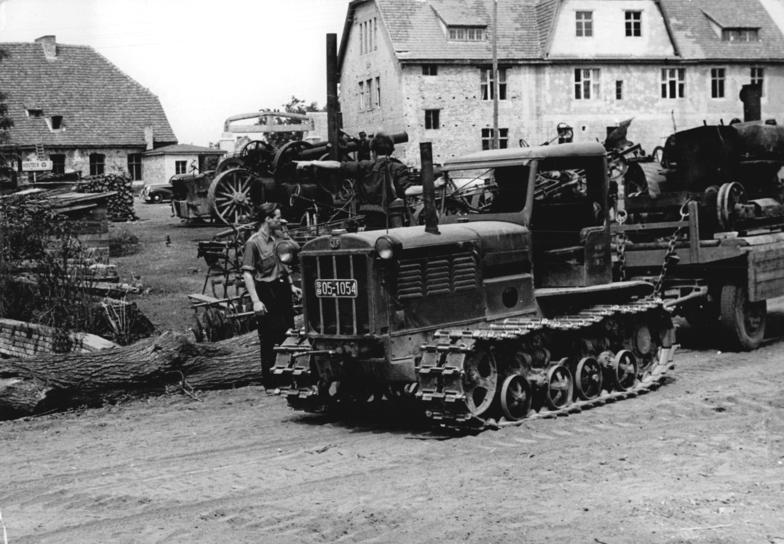
STZ-3

中国1948年至1950年大量引进该型拖拉机。农忙时日夜两班，每台每昼夜耕地160亩。

## 技术性能
- 組員：1人
- 重量：5.1 ton
- 長度：3.7 m
- 寛度：1.86 m
- 高度：2.21 m
- 引擎：52匹/1250轉，直立式4缸125毫米缸径OHV 4125型煤油发动机，7461c，额定转速1250转/分钟，压缩比4。手摇启动；在中国，冷车启动需要3人：1人摇把，左右2人喊口令同步用绳拉；熄火前要换成汽油。
- 極速：8km/h
- 最大行程：60km
- 驾驶室木制，没有玻璃。
- 无脚踩制动，需要把驾驶杆拉到底才能制动。

## KhTZ-16 恐怖坦克
由於德軍入侵初期紅軍損失大量戰車，在蘇聯出了現一陣製作土製戰車的風潮，號稱"NI Tank（恐怖坦克）"。其中有60台STZ-3亦裝上鋼板與45mm炮或其他武器，成為KhTZ-16。不過由於裝甲單薄，速度緩慢，整體設計亦不甚協調，類似的恐怖坦克只能充當活靶的角色。

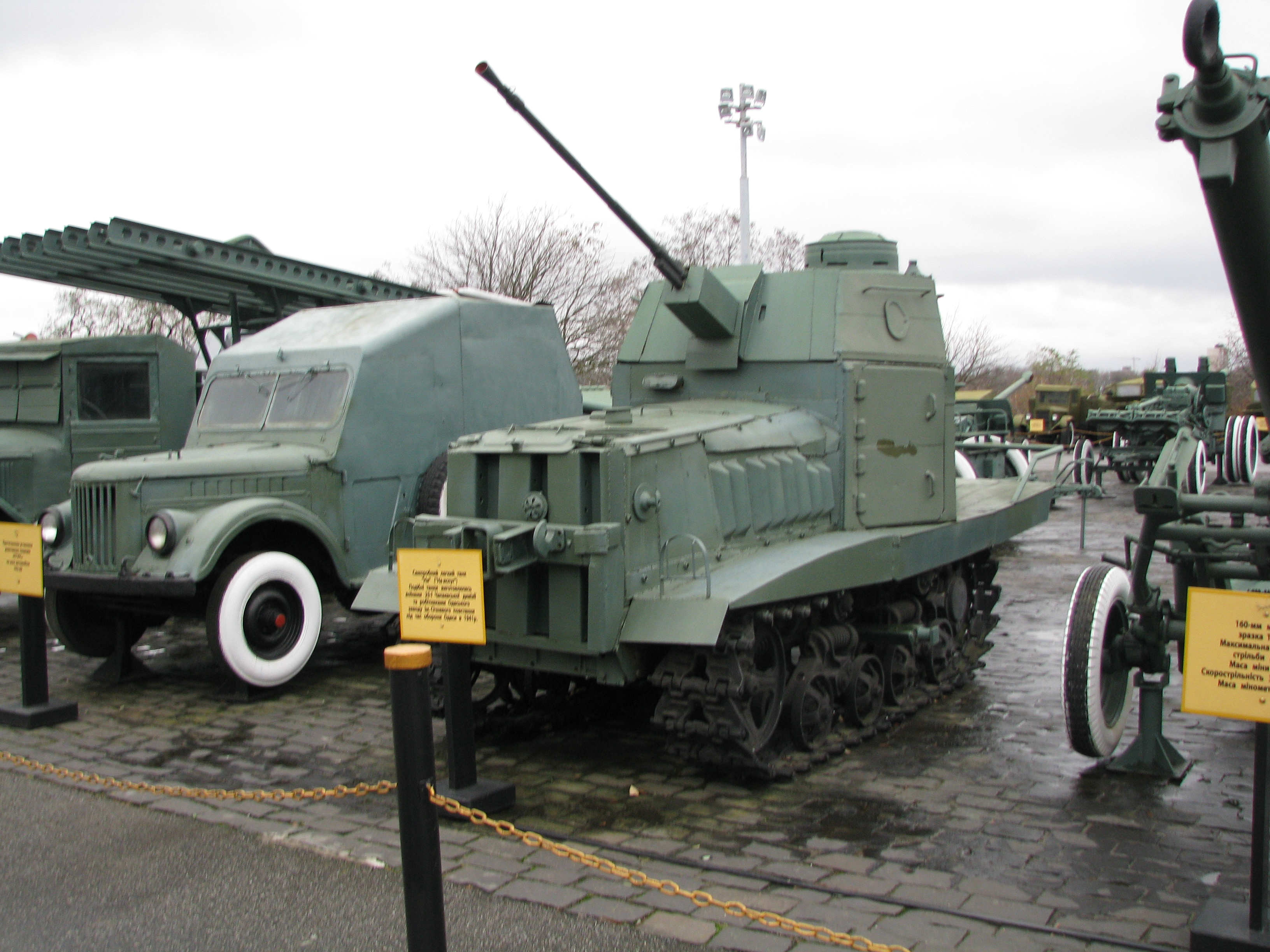
KhTZ-16

### 性能諸元
- 組員：2人
- 重量：7 ton （推估值）
- 長度：3.7 m
- 寛度：1.86 m
- 高度：2.21 m
- 引擎：52 hp 4缸汽油引擎
- 極速：8 km/h
- 最大行程：50 km
- 武器：7.62 mm DT機槍 及 45 mm 1932年型坦克炮（或其他主炮）

## 外部連結
- Tractor STZ-3[永久]